# Alice Bailey
Alice Bailey (ur. 16 czerwca 1880 w Manchesterze jako Alice Ann LaTrobe Bateman, zm. 15 grudnia 1949 w Nowym Jorku) – okultystka angielska, uczennica Heleny Bławatskiej (założycielki ruchu teozoficznego), uważana czasem za czołową postać tzw. „Ruchu New Age”. 
Bailey przypisywała autorstwo większości swoich publikacji Mistrzowi Djwal Khul. Djwal Khul, zwany także „Tybetańczykiem”, miał być jednym z ezoterycznych przewodników dużej grupy lamów tybetańskich, „adeptem odwiecznej mądrości”.

## Wybrane prace
Leczenie ezoteryczne (A Treatise on the Seven Rays: Vol. 4 Esoteric Healing) opisuje przedmiot, metodę, aspekt i cel tego, co niekiedy nazywa się „medycyną psioniczną”. Publikacja traktuje o ciałach subtelnych (eterycznym, astralnym i mentalnym), siedmiu tzw. czakrach głównych oraz przedstawia pięć zasad i siedem praw sztuki duchowego leczenia. Według Bailey, każdy chory organ odzwierciedla się w najbliżej położonej mu czakrze i oddziałując na nią można powodować w nim zmiany lecznicze. Praca stanowi instruktaż dla osób chcących rozwinąć zdolności uzdrowicielskie.
Traktat białej magii (A Treatise on White Magic) wskazuje na zasady życia aspirującego do wtajemniczenia w tzw. hierarchii planetarnej. Można sądzić, iż dotyczy on właściwie pierwszego wtajemniczenia, przekazując wiedzę tajemną o sposobach zachowania się kandydata. Uczy o rozpoznawaniu „eterów” (ciał eterycznych) czterech królestw natury, podaje porę, o której należy łączyć się w istotami wyższymi, wspomina o ciele astralnym ujmując je w filozoficznym aspekcie, nawiązuje do czakr i ich ezoterycznego znaczenia.